# 桃香
桃香（ももか、1985年9月10日 - ）は、日本の女優、タレント、モデル。本名及び旧芸名は成島 桃香（なるしま ももか）。東京都出身。愛称は、もんちゃん。

## 略歴
大学卒業後は人材派遣会社でOLをしていたが、レースクイーンになる夢を捨てきれず2009年11月にスタイルコーポレーション入所。2010年のSUPER GTにて「ZENT sweeties」の一員となりRQデビュー。同年、「Rockford Fosgateイメージガール」としてACG（オーディオカーギャラリー）イベントに出演する。
2011年1月に東京オートサロンで行われた「日本レースクイーン大賞」ではPigoo HD賞を受賞。同年、レースクイーンユニット『sucre』（シュクレ）に参加。SUPER GT「LEXUS TEAM SARD」レースクイーンを務める。同年12月には「ZAK THE QUEEN」の準グランプリ受賞もあった。
2012年には西村いちかと共にSARDのイメージガールを務め、引き続きSUPER GTでRQ活動を行った。
2013年、それまで所属していたスタイルコーポレーションから、系列のスターヒルに移籍、成島桃香から桃香に芸名も変更した。これ以降レースクイーンの仕事はなくなりタレント、女優業に専念。関西テレビの情報番組『ゆうがたLIVE ワンダー』へのリポーター出演もあった。
2016年9月の撮影会において、同年10月をもってスターヒルを退所することを発表。11月時点で新事務所移籍については発表されていない。
2019年9月10日に結婚したことを1年後の2020年9月10日にTwitterで報告した。

## 人物
- 趣味はお菓子作り、ジムに通うこと。特技はクラシックバレエ、ビリヤード。
- 姉が2人いる[6]。
- 松本麻実は中学〜高校時代の同級生で、親友でもある[7]。

## 作品

### 映像作品
- MON☆STAR（2010年9月24日、グラッソ） - EAN 4580284858055。
- MON★STAR EPISODE ZERO（2011年3月25日、グラッソ） - EAN 4580284859335。

### 参加作品
- Revival Stance「Revival Style」（2011年2月9日、NNRC-44） - 曲名『MON☆RS PARTY feat.成島桃香』

## 出演

### テレビドラマ
- アンフェア the SPECIAL〜ダブルミーニング・二重定義〜（関西テレビ、フジテレビ系・2011年9月23日） - 情報処理係役
- クルマのふたり TOKYO DRIVE STORIES スピンオフドラマ[注釈 1]（2011年10月24日 - 2012年3月5日） - 主役・山城知花役
- 翼よ!あれが恋の灯だ（関西テレビ・2012年2月12日） - 受付嬢役
- ヨメ代行はじめました。 第4話（関西テレビ・2013年1月31日） - 朝比奈メイ役
- 世にも奇妙な物語 2014年 春の特別編「空想少女」（2014年4月5日、フジテレビ） - 妊婦役
- 事件救命医2〜IMATの奇跡〜（2014年6月15日、テレビ朝日） - 看護師・福田美幸役
- ペテロの葬列（2014年7月7日、TBS） - 社長付秘書・佐々木役
- 難波金融伝・ミナミの帝王9作（2015年1月4日、関西テレビ） - 緒方百合子役

### 映画
- 2011年 「サヨナラの季節」
- 2013年　呪報2405 ワタシが死ぬ理由 劇場版「東野 純」役
- 2016年　バニラボーイ トゥモロー・イズ・アナザー・デイ 工藤役

### テレビ番組
- 新知識階級 クマグス（TBS） - VTR出演
- 世界一受けたい授業（日本テレビ） - VTR出演
- 森田一義アワー 笑っていいとも!（フジテレビ） - 「ぼっちゃん対抗! たぶんお宝グランプリ」コーナー（2012年12月20日）出演[8]
- 解禁!暴露ナイト（テレビ東京・2012年10月 -2013年3月） - レギュラー
- ぱちロケ（青森テレビ・2013年4月 - 2014年3月） - レギュラーMC
- ピーコ&兵動のピーチケ・パーチケ（関西テレビ） - 2014年5月14日放送VTR出演
- ゆうがたLIVE ワンダー（関西テレビ） - 「ワンダーのトビラ」レポーター（不定期）

### CM
- 2012年 「三井アウトレットパーク滋賀竜王」TV CM
- 2012年-2014年 「モリソン・サンシャインウォール」TV CM
- 2013年 「T.T ボウル」TV CM
- 2013年-2014年 「スライドパーティション」TV CM

### イベント
- 2010年1月：東京オートサロン「KUMHOブース」
- 2011年1月：東京オートサロン「JUNCTION PRODUCEブース」
- 2011年2月：大阪オートメッセ「avexキャンペーンガール」
- 2012年1月、2013年1月：東京オートサロン「avexキャンペーンガール」